# Stéphanie Di Giusto
Pour les articles homonymes, voir Giusto.
Stéphanie Di Giusto est une scénariste et réalisatrice française.

## Carrière
En 2016, Di Giusto réalise son premier film, La Danseuse, dont elle est également la scénariste. Ce film, projeté au Festival de Cannes dans la section Un certain regard, met en scène Soko, Mélanie Thierry, Gaspard Ulliel, Lily-Rose Depp et François Damiens.

## Filmographie

### Cinéma
- 2016 : La Danseuse, scénariste et réalisatrice
- 2024 : Rosalie, scénariste et réalisatrice